# Дрангајекидл
Дрангајекидл (исл. Drangajökull) је најсевернији ледник на Исланду. Захвата површину од око 160-200 км² и налази се на југозападу полуострва Хорнстрандир на надморској висини од 925 метара. На глечеру се издиже неколико упадљивих врхова — „Хљодабунга“, „Рејдарбунга“ и „Хролајфсборг“. Од неколико ледничких језика најпознатији је „Калдалон“, дужине пет километара. Снежна граница се налази на 700 метара. Испод Дрангајекидла се налази угашен вулкан.